# اوتیلیا جیرچاک
اوتیلیا جیرچاک (به انگلیسی: Otylia Jędrzejczak) (زادهٔ ۱۳ دسامبر ۱۹۸۳) شناگر اهل لهستان است.